# Нуньес, Альфредо
Альфредо Нуньес (исп. Alfredo Horacio Núñez Mendoza 16 февраля 1960, Томе, Био-Био — 15 марта 2008, Антофагаста) — чилийский футболист и тренер, выступавший на позиции полузащитника. Известен своими выступлениями за клуб «Палестино», а также участием в Олимпийских играх 1984 года в составе сборной Чили. Прозвище — «Торпедо».

## Биография
Альфредо Нуньес родился 16 февраля 1960 года в Томе, Чили. Свою футбольную карьеру он начал в клубе «Иберия-Био-Био» в 1980 году. В 1983 году он перешёл в «Мальеко Унидо», где стал одним из ключевых игроков. В 1984 году Нуньес присоединился к «Палестино», где провёл четыре сезона, забив 51 гол в 104 матчах. В 1987 году он был отдан в аренду в мексиканский клуб «Атлас», но вернулся в «Палестино» после окончания аренды.
После ухода из «Палестино» Нуньес играл за такие клубы, как «Депортес Ла-Серена», «Наваль», «Эвертон», «Унион Ла-Калера» и «Сан-Луис Кильота». В 1995 году он завершил карьеру в «Унион Ла-Калера».

### Международная карьера
Альфредо Нуньес выступал за олимпийскую сборную Чили на Олимпийских играх 1984 года, где команда дошла до четвертьфинала. За основную сборную Чили он дебютировал 8 июня 1985 года в матче против Бразилии, забив единственный гол за национальную команду. Всего он провёл 3 матча за сборную.

### Тренерская карьера
После завершения игровой карьеры Нуньес стал тренером. Он работал с такими клубами, как «Унион Ла-Калера», «Унион Сан-Фелипе» и «Сан-Луис Кильота». В 2008 году он был ассистентом тренера в «Ньюбленсе», где скончался от сердечного приступа во время товарищеского матча.